# Capitão Valdemar
O Capitão Valdemar foi um pirata português do século XVII.
No oceano Pacífico, o Capitão Valdemar, português alentejano, chefiava um temível bando de piratas, identificados por uma bandeira "vermelha e negra", símbolo mais tarde dos anarquistas. Foi morto nas ilhas Molucas.